# Noji?
Noji? – piętnasty studyjny album polskiego rapera Tedego. Płyta ukazała się 15 czerwca 2018 roku nakładem wytwórni Wielkie Joł. Dzień przed premierą album został udostępniony bezpłatnie w formie digital stream na kanale YouTube wydawcy. Album został wyprodukowany w całości przez Sir Micha. Jest to drugi album w karierze rapera, na którym nie występują gościnne zwrotki.

## Wydanie i promocja
W październiku 2017 roku Tede zapowiedział, że nowa płyta będzie nosiła tytuł Warszawa Hotel. W sylwestrową noc 31 grudnia 2017 ukazał się pierwszy singiel pt. „Murrrda”, a dzień przedni luźny numer pt. „Mamrotrap”. 1 lutego 2018 ukazał się drugi singiel pt. „Guczi Sruczi Look”. 11 kwietnia raper wypuścił utwór pt. „Hot18banglasz” oraz zmienił nazwę płyty na Noji?. 18 maja 2018 ukazał się drugi singiel pt. „Ja&ja”, który ostatecznie znalazł się na preorderowej wersji płyty rozszerzonej o trzy dodatkowe utwory. W kolejnych dniach ukazały się kolejne dwa single, "WJNWJ" oraz "Stadnina". Na pięć dni przed premierą płyty ukazał się utwór pt. "Drugbox".

## Nagrody i wyróżnienia
Album zadebiutował na 2. miejscu polskiej listy przebojów – OLiS i utrzymywał się na niej przez 5 tygodni.

## Lista utworów
1. "199II"
2. "Noji?"
3. "AirMax98"
4. "Hot18banglasz"
5. "WJNWJ"
6. "Hejka"
7. "Stadnina"
8. "Amsterdam"
9. "Sinusoidalne tedencje"
10. "Drugbox"
11. "Nikmi nikmi"
12. "Filozofia WNDB"
13. "Żelipapą"
14. "Ja&Ja"
15. "Fansi [3H]"
16. "Bailando melo"